# Giovani Bernard
Giovani Bernard (ur. 22 listopada 1991 w Davie w stanie Floryda) – amerykański zawodnik futbolu amerykańskiego, grający na pozycji running back. W rozgrywkach akademickich NCAA występował w drużynie North Carolina Tar Heels.
W roku 2013 przystąpił do draftu NFL. Został wybrany w drugiej rundzie (37. wybór) przez zespół Cincinnati Bengals. W drużynie ze stanu Ohio występuje do tej pory.